# Nogizaka Haruka no Himitsu
Nogizaka Haruka no Himitsu (乃木坂春香の秘密) é uma série de light novel japonês escrito por Yusaku Igarashi e ilustrado por Shaa. A série original começou a ser publicada no volume trinta da hoje extinta revista Dengeki hp, da editora MediaWorks, em 18 de junho de 2002. O primeiro light novel foi lançado no dia 18 de junho de 2004 pela ASCII Media Works. Uma adaptação para mangá por Yasuhiro Miyama começou a ser públicada na revista Dengeki Moeoh em 26 de agosto de 2006, também publicado pela ASCII Media Works. Uma adaptação para anime produzida pelo Estúdio Barcelona foi ao ar entre julho e setembro de 2008, uma segunda temporada do anime começou a ser exibida em outubro de 2009, sob o título Nogizaka Haruka no Himitsu - Purezza. Um visual novel para PlayStation 2 foi lançado no Japão em setembro de 2008.

## Sinopse
Ayase Yuuto é um garoto normal sem nenhuma característica especial. Ele estuda em uma escola de ensino médio privada onde ele é um de muitos e não se destaca no meio da multidão, até que, um dia, ele acaba descobrindo o segredo da princesa da escola, Nogizaka Haruka, e sua vida muda drasticamente daí em diante.
Haruka, a garota mais inatingível da escola, é bastante idolatrada tanto pela sua aparência como pela sua inteligência. Seus colegas de classe a chamam de Nuit étoile (A  Estrela de Prata da Noite) e de Lumière du Clavier (A Princesa Brilhante do Piano). Entretanto, ninguém sabe que há apenas um papel falso que ela decide esconder em sua verdadeira natureza. Na realidade, ela é uma fã alucinada de animes, mangás e da cultura otaku. 

## Personagens
- Yūto Ayase (綾瀬 裕人, Ayase Yūto) é um garoto comum sem nenhum atrativo especial. Por acaso, ele descobre o maior segredo de Haruka Nogizaka: ela é fã de anime e mangá. Contrário ao que ela temia, ele não faz pouco dela por isso nem espalha o segredo. Eles ficaram amigos desde então mas ele teme que, por não ser de família rica que nem ela, ele não possa ser namorado dela.
- Haruka Nogizaka (乃木坂 春香, Nogizaka Haruka) é a garota mais popular da escola, sendo talentosa no piano e herdeira de uma família rica e poderosa. Ela temia ser ridicularizada e perder sua popularidade quando Yuto Ayase descobriu seu segredo mas ele não contou nada e ela passou a apreciá-lo por isso.